# Kokkiniá
Kokkiniá är en ort i Grekland.   Den ligger i prefekturen Thesprotia och regionen Epirus, i den västra delen av landet, 300 km nordväst om huvudstaden Aten. Kokkiniá ligger 341 meter över havet och antalet invånare är 208.
Terrängen runt Kokkiniá är kuperad västerut, men österut är den bergig. Runt Kokkiniá är det glesbefolkat, med 12 invånare per kvadratkilometer. Närmaste större samhälle är Igoumenitsa, 17,6 km sydväst om Kokkiniá. Omgivningarna runt Kokkiniá är en mosaik av jordbruksmark och naturlig växtlighet.